# 325 км (зупинний пункт, Одеська залізниця)
325 км — пасажирський зупинний пункт Знам'янської дирекції Одеської залізниці на лінії Помічна — Чорноліська між зупинним пунктом Кучерівка та станцією Чорноліська.
Розташований неподалік села Богданівка Знам'янського району Кіровоградської області.

## Пасажирське сполучення
На зупинному пункті Платформа 325 км зупиняються приміські потяги у напрямку Помічної та Знам'янки.